# 1. Lig 2019
La 1. Lig 2019 è la 14ª edizione del campionato di football americano di primo livello, organizzato dalla TBSF.

## Squadre partecipanti
| Club                | Città     | Stadio | Sponsor ufficiale | Risultato nella stagione 2018 |
| ------------------- | --------- | ------ | ----------------- | ----------------------------- |
| Anadolu Rangers     | Eskişehir |        |                   |                               |
| Boğaziçi Sultans    | Istanbul  |        |                   |                               |
| Gazi Warriors       | Ankara    |        |                   |                               |
| ITÜ Hornets         | Istanbul  |        |                   |                               |
| Koç Rams            | Istanbul  |        |                   |                               |
| ODTÜ Falcons        | Ankara    |        |                   |                               |
| Sakarya Tatankaları | Sakarya   |        |                   |                               |
| Uludağ Timsahlar    | Bursa     |        |                   |                               |

## Stagione regolare

### Calendario

#### 1ª giornata
| Istanbul 6 aprile 2019, ore 17:00 | Koç Rams | 28 – 3 | ITÜ Hornets | Koç Üniversitesi Korumalı Futbol Sahası\| Arbitro: \| Karacık \| |
| Arbitro:                          | Karacık  |        |             |                                                                  |

| Eskişehir 6 aprile 2019, ore 19:30 | Anadolu Rangers | 8 – 19 | ODTÜ Falcons | Muttalip Spor Kompleksi\| Arbitro: \| Çelik \| |
| Arbitro:                           | Çelik           |        |              |                                                |

| Bursa 6 aprile 2019, ore 20:00 | Uludağ Timsahlar | 12 – 43 | Gazi Warriors | Fethiye Spor Kompleksi\| Arbitro: \| Başeğmez \| |
| Arbitro:                       | Başeğmez         |         |               |                                                  |

| Istanbul 7 aprile 2019, ore 14:00 | Boğaziçi Sultans | 15 – 13 | Sakarya Tatankaları | Uçaksavar Stadi\| Arbitro: \| Karacık \| |
| Arbitro:                          | Karacık          |         |                     |                                          |

#### 2ª giornata
| Ankara 20 aprile 2019 | ODTÜ Falcons | 7 – 10 | Boğaziçi Sultans | ODTÜ Sahası |

| Ankara 21 aprile 2019 | Gazi Warriors | 37 – 12 | Anadolu Rangers |  |

| Sakarya 21 aprile 2019 | Sakarya Tatankaları | 12 – 20 | Koç Rams | Sakarya Üni Besyo Stadi |

| Bursa 21 aprile 2019 | Uludağ Timsahlar | 14 – 35 | ITÜ Hornets | Görükle İpek Spor Stadı |

#### 3ª giornata
| Eskişehir 5 maggio 2019 | Anadolu Rangers | 0 – 35 | Boğaziçi Sultans | Muttalip Spor Kompleksi |

| Istanbul 5 maggio 2019 | ITÜ Hornets | 27 – 6 | Gazi Warriors | ITÜ Stadion |

| Sakarya 5 maggio 2019 | Sakarya Tatankaları | 41 – 0 | Uludağ Timsahlar | Sakarya Üni Besyo Stadi |

| Istanbul 5 maggio 2019 | Koç Rams | 33 – 23 | ODTÜ Falcons | Koç Üniversitesi Korumalı Futbol Sahası |

#### 4ª giornata
| Istanbul 12 maggio 2019 | ITÜ Hornets | 36 – 15 | Anadolu Rangers | ITÜ Stadion |

| Ankara 12 maggio 2019 | ODTÜ Falcons | 48 – 7 | Uludağ Timsahlar | ODTÜ Sahası |

| Ankara 12 maggio 2019 | Gazi Warriors | 23 – 21 | Sakarya Tatankaları |  |

#### Recuperi 1
| Istanbul 18 maggio 2019 | Boğaziçi Sultans | 15 – 35 | Koç Rams | Yıldız Teknik Üniversitesi- Davutpaşa Kampüsü |

#### 5ª giornata
| Eskişehir 25 maggio 2019 | Anadolu Rangers | 8 – 48 | Koç Rams | Muttalip Spor Kompleksi |

| Bursa 25 maggio 2019 | Uludağ Timsahlar | 15 – 40 | Boğaziçi Sultans | Görükle İpek Spor Stadı |

| Ankara 26 maggio 2019 | Gazi Warriors | 12 – 19 | ODTÜ Falcons |  |

| Istanbul 26 maggio 2019 | ITÜ Hornets | 51 – 23 | Sakarya Tatankaları | ITÜ Stadion |

#### 6ª giornata
| Istanbul 1º giugno 2019 | Boğaziçi Sultans | 14 – 13 | Gazi Warriors | Yıldız Teknik Üniversitesi- Davutpaşa Kampüsü |

| Eskişehir 1º giugno 2019 | Anadolu Rangers | 14 – 41 | Sakarya Tatankaları | Muttalip Spor Kompleksi |

| Istanbul 1º giugno 2019 | Koç Rams | 48 – 6 | Uludağ Timsahlar | Koç Üniversitesi Korumalı Futbol Sahası |

| Ankara 2 giugno 2019 | ODTÜ Falcons | 40 – 20 | ITÜ Hornets | ODTÜ Sahası |

#### 7ª giornata
| Istanbul 16 giugno 2019 | ITÜ Hornets | 21 – 20 | Boğaziçi Sultans | ITÜ Stadion |

| Bursa 16 giugno 2019 | Uludağ Timsahlar | 20 – 41 | Anadolu Rangers | Görükle İpek Spor Stadı |

| Sakarya 16 giugno 2019 | Sakarya Tatankaları | 6 – 19 | ODTÜ Falcons | Sakarya Üni Besyo Stadi |

| Ankara 16 giugno 2019 | Gazi Warriors | 0 – 63 | Koç Rams |  |

### Classifica
Le classifiche della regular season sono le seguenti:
- PCT = percentuale di vittorie, G = partite giocate, V = partite vinte,  P = partite perse, PF = punti fatti, PS = punti subiti

| Pos. | Squadra             | PCT   | G | V | N | P | PF  | PS  |
| ---- | ------------------- | ----- | - | - | - | - | --- | --- |
| 1    | Koç Rams            | 1.000 | 7 | 7 | 0 | 0 | 275 | 67  |
| 2    | ODTÜ Falcons        | .714  | 7 | 5 | 0 | 2 | 175 | 96  |
| 3    | Boğaziçi Sultans    | .714  | 7 | 5 | 0 | 2 | 149 | 104 |
| 4    | ITÜ Hornets         | .714  | 7 | 5 | 0 | 2 | 193 | 146 |
| 5    | Gazi Warriors       | .429  | 7 | 3 | 0 | 4 | 134 | 168 |
| 6    | Sakarya Tatankaları | .286  | 7 | 2 | 0 | 5 | 157 | 142 |
| 7    | Anadolu Rangers     | .143  | 7 | 1 | 0 | 6 | 98  | 236 |
| 8    | Uludağ Timsahlar    | .000  | 7 | 0 | 0 | 7 | 74  | 296 |

## Playoff e playout

### Tabellone
|  | Semifinali | Semifinali       | Semifinali |              |    | XIV Final | XIV Final | XIV Final |  |
|  |            |                  |            |              |    |           |           |           |  |
|  | 1          | Koç Rams         | 35         |              |    |           |           |           |  |
|  | 1          | Koç Rams         | 35         |              |    |           |           |           |  |
|  | 4          | ITÜ Hornets      | 27         |              |    |           |           |           |  |
|  | 4          | ITÜ Hornets      | 27         |              | 1  | Koç Rams  | 29        |           |  |
|  |            |                  |            |              | 1  | Koç Rams  | 29        |           |  |
|  |            |                  | 2          | ODTÜ Falcons | 19 |           |           |           |  |
|  | 3          | Boğaziçi Sultans | 2          | ODTÜ Falcons | 19 | 26        |           |           |  |
|  | 3          | Boğaziçi Sultans |            |              |    |           |           |           |  |
|  | 2          | ODTÜ Falcons     | 28         |              |    |           |           |           |  |

### Semifinali
| 29 giugno 2019 | ODTÜ Falcons | 28 – 26 | Boğaziçi Sultans |  |

| 29 giugno 2019 | Koç Rams | 35 – 27 | ITÜ Hornets |  |

### Playout
| 14 luglio 2019 | Hacettepe Red Deers | 33 – 31 | Anadolu Rangers |  |

### XIV Final
| 14 luglio 2019 | Koç Rams | 29 – 19 | ODTÜ Falcons |  |

## Verdetti
- Koç Rams Campioni della Turchia 2019
- Uludağ Timsahlar e  Anadolu Rangers retrocessi in 2. Lig 2020